# Ione (Nevada)
Ione é uma cidade fantasma e uma comunidade não incorporada no condado de Nye, estado de Nevada, nos Estados Unidos.
Ione fica localizada a aproximadamente a 37 quilómetros a leste de Gabbs. Hoje está quase abandonada e os poucos serviços existentes na atualidade são apenas uma mercearia e uma estação de gasolina.

## História
Ione foi fundada em 1863, depois da descoberta de prata por P.A. Haven no Shoshone Range, depois de ter feito tentativas infrutíferas em Comstock.Passados poucos meses, chegaram mineiros, prospetores e outras pessoas vieram de Austin para construir uma nova cidade..No ano seguinte (1864), Ione tornou-se capital de um novo condado Nye. Devido a ter sido elevada a capital de condado, recebeu uma verba de 80.000 dólares.
Passados três anos, o desenvolvimento exponencial de Belmont, levou a que uma percentagem importante da população se retirasse para aquela cidade e a capital do condado passou a ser Belmont, em 1867. Ione tem apenas teve alguns poucos anos de produção de ouro, mas conseguie sobreviver apesar do êxodo da maioria dos seus residentes. Em termos demográficos, Ione tinha 600 habitantes em 1864 e em 1868 a população caiu para 175.. Ione iria ter  um segundo boom em 1897, quando foi lá montado um engenho mineiro 10-stamp por W. W. Brinell, contudo em julho se 1898, o valor da prata caiu e Ione entrou novamente em queda. A cidade sofreu um novo impulso em 1912 quando a atenção virou-se para a descoberta de depósitos de cinábrio, mas foi de curta vida, terminando em 1914, contudo a exploração de mercúrio na área continuou até 1930. A estação de correios encerrou em 30 de abril de 1959 e Ione transformou-se numa cidade fantasma, mas não abandonada. A população atual (2010) é de 41 habitantes..